# Palacio de Justicia del Condado de Lyon (Nevada)
El Palacio de Justicia del Condado de Lyon (en inglés, Lyon County Courthouse) es un edificio de gobierno siruado en Yerington, en el estado de Nevada (Estados Unidos), que figura en el Registro Nacional de Lugares Históricos. Actualmente sirve como palacio de justicia para el condado de Lyon.
Fue diseñado por el arquitecto de Nevada Frederick DeLongchamps en estilo Beaux Arts y fue construido en 1912. Fue ampliado en 1936.

## Descripción
El palacio de justicia fue erigido antes de la Primera Guerra Mundial, está situado en un entorno similar a un parque. Reserva riqueza en rectitud. El edificio está ubicado en aproximadamente 0,56 ha de propiedad que es propiedad del condado. El edificio da a la calle principal de Yerington, que lo orienta hacia el este. Su área vecina tiene edificios residenciales y edificios comerciales también.
Por 35 000 dólares, el contratista de Reno Ward Bros. & Calder construyó el palacio de justicia. El establecimiento es de 3 pisos y su medida estructural es de 27 por 24 m. Tiene un espacio de oficinas de 1672 m². El palacio de justicia es estructuralmente el edificio de hormigón y ladrillo de mayor altura de Yerington.
Un muro de ladrillo corre constantemente desde la base hasta la parte superior de la estructura que crea un parapeto sobre la línea del alero ornamental. El letrero de terracota es visible en las columnas, la ventana y la puerta del edificio.

## Historia
A un costo de cuarenta mil dólares, la mitad oeste del palacio de justicia se añadió en 1936. El establecimiento albergó varias oficinas y personal asociado con los gobiernos estatales y del condado desde 1912.

## Significado
El edificio es un ejemplo de arquitectura inspirada en el estilo Beaux Arts. Frederick J. DeLongchamps practicó el estilo en todo el estado. Se cree que está permitido según el criterio C. El juzgado del condado de Lyon es importante para la ciudad de Yerington y el condado de Lyon como una señal de resolver una disputa entre las partes norte y sur del condado por el privilegio de albergar la sede del condado.
Con respecto a la ubicación de la sede del condado, a menudo surgieron disputas en los grandes condados de Nevada con escasa población y pocas ciudades grandes. La razón detrás de esta pelea fue que el resultado a menudo garantizaba la supervivencia y el crecimiento del vencedor, mientras que las perspectivas de los perdedores se reducían notablemente. Cerca de la menguante veta argentífera de Comstock Lode, Dayton fue la sede del condado de Lyon en 1910. La combinación de ese declive económico y un incendio que destruyó el palacio de justicia en funcionamiento provocó la disputa por el asiento de los nativos de Yerington, ubicado al sur. El palacio de justicia del condado de Lyon se construyó al año siguiente en Yerington. El factor decisivo fue la expansión de la minería en Mason Valley.